# Menschenfresser (Tier)

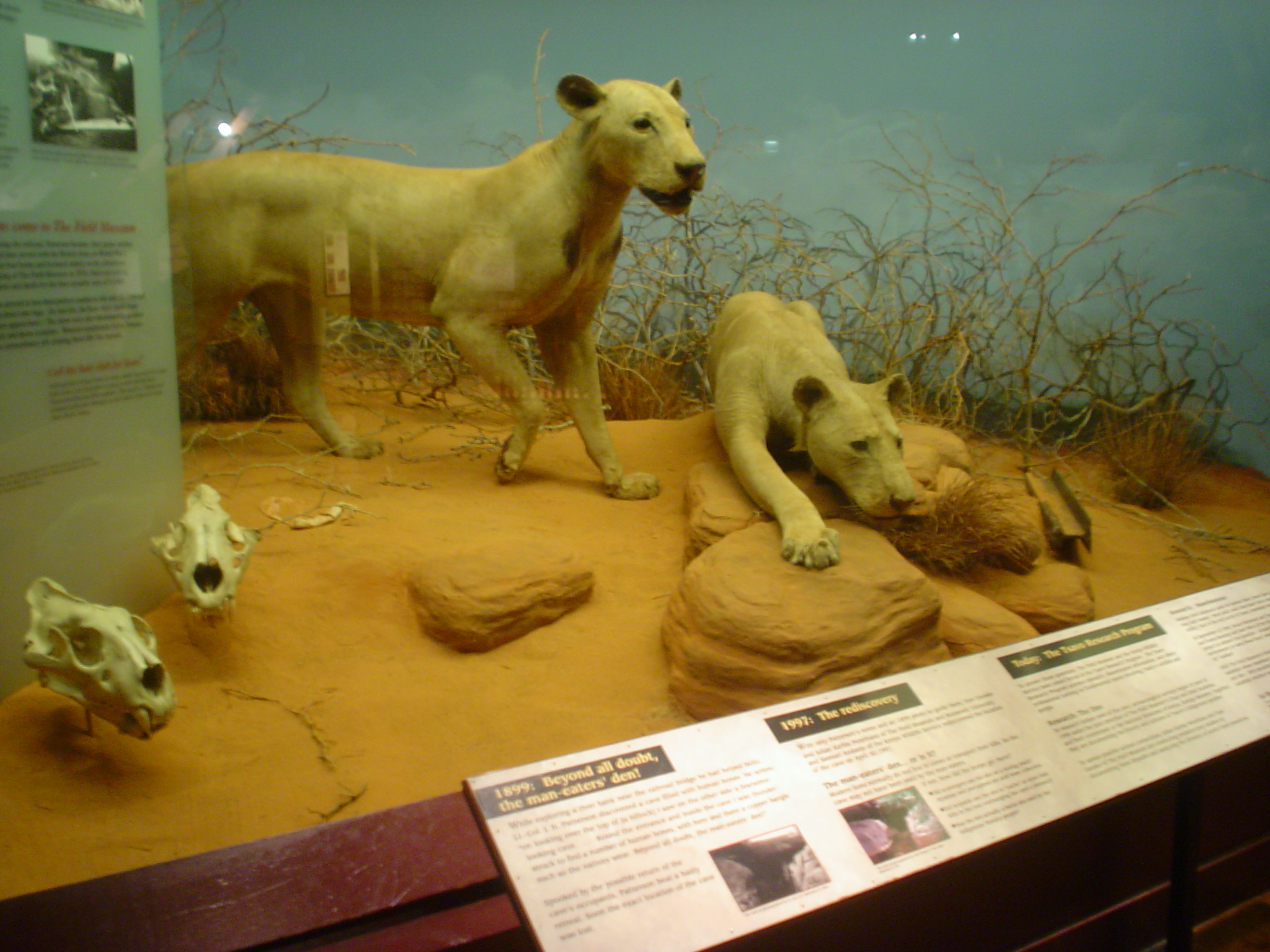
Präparate der Menschenfresser von Tsavo im Field Museum of Natural History, Chicago. 1924 für 5000 Dollar von ihrem Bezwinger John Henry Patterson an das Museum verkauft.

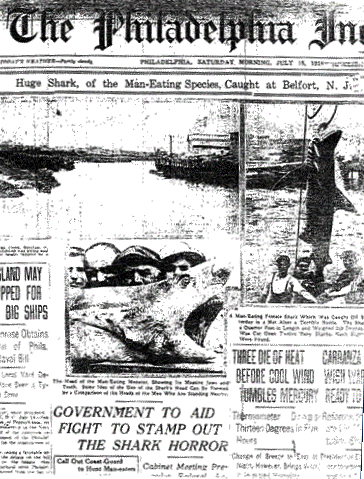
Der Philadelphia Inquirer berichtet vom Fang eines menschenfressenden Hais an der Küste von New Jersey

Als Menschenfresser gelten umgangssprachlich einzelne Tiere, die sich auf das Töten und Fressen von Menschen spezialisiert haben. Dieses Verhalten ist selten, denn es setzt voraus, dass Wildtiere oder Menschen in den jeweils anderen Lebensraum vorgedrungen sind. Bei Großkatzen weicht es von den üblichen Ernährungsgewohnheiten ab. Einige Raubtiere gingen wegen einer großen Zahl menschlicher Opfer als Menschenfresser in die Geschichte ein. Den bekannten Rekord hält die Tigerin von Champawat (in Nordindien) mit 436 registrierten Todesfällen, bis sie 1907 von Jim Corbett erschossen wurde.
Die Furcht vor Menschenfressern – besonders vor Tigern – und mythologische Vorstellungen haben in den betroffenen Gebieten ihren Niederschlag in Volkserzählungen gefunden. Das Phänomen ist ferner ein Thema der Unterhaltungsliteratur.

## Sozialverhalten
Menschen tötende und fressende wilde Tiere stammen aus nur wenigen Tiergruppen:
Haie: Weißer Hai, Weißspitzen-Hochseehai, Bullenhai, Tigerhai, Blauhai, Makohai
Reptilien: Komodowaran, verschiedene Krokodile, verschiedene Riesenschlangen
Großkatzen: Tiger, Löwe, Leopard
Bären: Braunbär, Eisbär
Da Raubtiere selten in von menschlicher Zivilisation geprägten Lebensräumen vorkommen, ereignen sich Zwischenfälle meistens in entlegenen und naturnahen Gebieten. Die meisten dokumentierten Berichte über Menschenfresser wurden von den Behörden der Kolonialverwaltungen in Asien und Afrika im 19. und beginnenden 20. Jahrhundert erstellt. Demnach wurden um 1900 in Britisch-Indien ungefähr 1200 Menschen überwiegend durch Tiger und in der geringeren Zahl der Fälle durch Leoparden getötet. Im Jahr 1946 starben in einem Gebiet auf Java 64 Menschen durch Tigerangriffe. Durch die zu früheren Zeiten erheblich höhere Population an Tigern waren hohe Opferzahlen überwiegend vor dem 20. Jahrhundert zu verzeichnen.
Unter den Schlangen sind prinzipiell Anakondas und Netzpythons, die sechs Meter lang werden können und Wildschweine und Affen fressen, in der Lage, auch Menschen zu verschlingen. Über einen in Indonesien von einem Python verschlungenen Mann wurde 2017 berichtet.

### Einzelne Fälle
- Haiangriffe an der Küste von New Jersey (1916)
- Bestie des Gévaudan, ein Raubtier mit legendären Zügen, dem 1764 bis 1767 in Frankreich etwa 100 Menschen zum Opfer fielen. Der Fall wurde im Film Pakt der Wölfe verarbeitet.
- Wolf von Ansbach, ein Wolf, der um 1685 eine unbekannte Anzahl Menschen getötet haben soll.
- ein Menschen fressender Leopard im Dorf Punani in Sri Lanka 1924
- Champawat-Tiger (auch Bestie von Champawat), weiblicher Königstiger, der in den letzten Jahren des 19. Jahrhunderts und den ersten Jahren des 20. Jahrhunderts 436 Menschen in Nepal und der indischen Division Kumaon tötete.[8][9] Dem Guinness-Buch der Rekorde zufolge sind durch den Champawat-Tiger mehr Menschen ums Leben gekommen als durch jedes andere Tierexemplar.[10] Das Tigerweibchen wurde im Jahr 1907 von dem damals 31-jährigen Jim Corbett erlegt.[11][12]
- die Tsavo-Menschenfresser: zwei Löwen, die nach offizieller Zählung 28 Menschen töteten und die von John Henry Patterson 1898 erlegt wurden.[13] Verfilmt in Der Geist und die Dunkelheit, 1996
- Ein Tiger („Tiger von Champaran“) in einem Nationalpark in Rajasthan, Indien, soll neun Menschen getötet haben, bevor er im Oktober 2022 erschossen wurde.[14]

## Fiktive Menschenfresser
Der Wolf gilt wie der Hund (in der griechischen Mythologie Kerberos) als Tier des Totenreichs. In den illustrierten Handschriften zum Schembartlauf des 15. Jahrhunderts zeigt eine Abbildung eine Wolfsgestalt, die einen Menschen im Arm trägt und so als Menschenfresser charakterisiert wird.
Die Kurzgeschichte The Man-Eater von William Knighton (1834–1900) handelt von einem als Menschenfresser charakterisierten Pferd, das aus dem Kampf gegen einen Tiger siegreich hervorgeht. Der Frage, inwiefern Pferde Fleisch fressen, wird seither nachgegangen.
In der zu den Märchen aus Tausendundeiner Nacht gehörenden Erzählung Sindbad der Seefahrer wird der Held von einer Schlange angegriffen und seine beiden Begleiter werden von ihr gefressen.
Im Abenteuerroman 20.000 Meilen unter dem Meer (1870) von Jules Verne greifen ein Riesenkrake und ein Hai das U-Boot Nautilus an und töten mehrere Männer.
Menschenfresser sind auch die Morlocks in H. G. Wells Science-Fiction-Roman Die Zeitmaschine (1895).
In den 1950er-Jahren und vermehrt nach dem Erfolg des Films Der weiße Hai (1975) erschienen viele Filme des Genres Tierhorror. Beispiele hierfür sind Tarantula (1955), Die Vögel (1963), Orca, der Killerwal (1977), Cujo (1983), Arachnophobia (1990), Deep Blue Sea (1999) sowie die Piranha- und Anaconda-Filmreihe. Einige der Produktionen wurden als Trashfilm realisiert.